# 키미 (영화)
"키미"(영어: KIMI)는 2022년 공개된 미국의 스릴러 영화로, 스티븐 소더버그가 감독을 맡았다.

## 줄거리
아미그달라라는 기술 기업의 CEO인 브래들리 해슬링은 회사의 최신 제품인 키미에 대해 인터뷰한다. 키미는 기기의 검색 알고리즘을 개선하기 위해 인간 모니터링을 논란의 여지 없이 사용하는 스마트 스피커이다. 아미그달라는 곧 기업공개를 개최할 계획이며, 이는 해슬링에게 큰 재산을 안겨줄 것이다.
앤젤라 차일즈는 시애틀에 있는 아미그달라의 직원으로, 키미 기기에서 들어오는 데이터 스트림을 모니터링하고 소프트웨어를 수정하는 재택근무를 한다. 그녀는 이전에 겪었던 폭행과 코로나19 범유행으로 인해 악화된 불안과 광장공포증을 앓고 있다. 그녀의 주요 인간 접촉은 길 건너편에 사는 남자친구 테리와 그녀의 아파트에서 성관계를 갖는 것이다. 어느 날 근무 중에 앤젤라는 브래드라는 이름의 남성에 의한 폭력적인 성폭행 장면이 포착된 것으로 보이는 녹음본을 받는다. 동료 다리우스의 도움으로 그녀는 사만다라는 여성인 계정 소유자의 정보에 접근한다. 앤젤라는 사만다의 녹음본 중 살인처럼 들리는 녹음본을 더 많이 발견한다. "브래드"는 사실 브래들리 해슬링 본인이며, 사만다는 그의 정부였음이 밝혀진다. 브래들리는 리바스라는 청부살인업자에게 살인을 지시했다. 앤젤라는 녹음본을 플래시 드라이브에 옮긴다.
그녀는 이 사건을 상관에게 보고하고, 상관은 아미그달라의 임원인 나탈리 초우더리에게 그녀를 소개한다. 앤젤라는 여러 번 초우더리에게 전화로 연락하려 하지만, 결국 연방수사국에 사건을 알리겠다는 약속을 받고 직접 사무실로 오게 된다. 사무실에서 앤젤라는 초우더리가 당국에 연락하는 것을 꺼리는 것처럼 보이고 앤젤라의 이전 정신 건강 휴가를 언급하자 불안해한다. FBI에 연락되기를 기다리는 동안, 그녀는 다리우스로부터 누군가가 아미그달라 서버에서 사만다의 음성 녹음본을 삭제했다는 소식을 듣고 잠시 후 두 명의 알 수 없는 남자가 사무실로 들어오는 것을 본다. 그녀는 휴대전화를 통해 리바스와 그의 공범들에게 추적당하면서 근처 FBI 현장 사무실로 걸어서 도망친다.
남자들은 앤젤라를 붙잡고 강제로 밴에 태우려 하지만, 근처 시위대 그룹이 그녀가 납치되는 것을 막는다. 그러나 리바스의 부하 중 한 명인 유리라는 해커는 앤젤라의 검색 기록에서 그녀가 어디로 향하는지 알아낼 수 있다. 앤젤라는 약물에 취해 납치범들에게 다시 아파트로 끌려가고, 납치범들은 그녀의 살인을 은폐하기 위해 주거 침입을 꾸미려 한다. 안으로 들어가는 도중에, 그들은 앤젤라가 집을 나가는 것을 보고 걱정했던 이웃 케빈에게 방해를 받는다. 케빈은 칼에 찔려 공격범들의 주의를 돌리지만, 리바스는 이미 앤젤라의 아파트 안에서 기다리고 있었다. 그는 플래시 드라이브를 압수하고 앤젤라의 노트북에서 녹음본을 삭제하기 시작하지만, 앤젤라는 키미 기기를 사용하여 다시 리바스와 그의 부하들의 주의를 돌리고 위층으로 도망친다. 그녀는 위층 아파트의 건설 현장에 남겨진 네일건을 사용하여 무기를 만들고, 이를 사용하여 침입자들을 죽이고, 케빈의 도움으로 칼로 찌른다. 그녀가 만나기로 계획했던 테리가 도착하자마자 그녀는 키미에게 9-1-1에 전화하라고 지시한다.
에필로그는 브래들리 해슬링이 사만다 살인 혐의로 체포되었음을 보여준다. 앤젤라는 새로운 헤어스타일을 하고 아파트 밖에서 테리와 아침 식사를 한다.